# Hojambaz
Hojambaz (Hodzhambas, Хоҗамбаз, 'Chodschambas') ist eine Stadt und der Hauptort des Distrikt Hojambaz (Hojambaz etraby) in der Provinz Lebap welaýaty in Turkmenistan.

## Etymologie
In Persisch bedeutet der Name der Stadt „Krieger“, wobei es einige  phonetische Modifikationen gibt. Auf russischen Karten aus dem 19. Jahrhundert wurde der Name „Ходжа-Джамбас“ (Hodscha-Dschambas) und Ходжа-Джумбус (Hodscha-Dschumbus) geschrieben und in den Dakumenten von 1926, in welchen die Grenzen der Turkmenischen Sozialistischen Sowjetrepublik festgeschrieben wurden taucht er als Ходжа-Джанбаз (Hodscha-Dschanbas) auf.

## Geographie
Der Ort liegt zusammen mit Imeni Malenkova, Surkh (NW), sowie Ulyash (Ulyam) und Ilyach (Elech, Eleç) (SO) am Nordufer des Amudarja und am Südrand der Wüste Peski Khodzha-Ikir. Nach Norden erstreckt sich der Höhenzug des Gory Dunguz-Syrt.

### Distrikt
Der Distrikt orientiert sich am Verlauf des Amudarja. Weite Teile sind Wüste.

## Wirtschaft
Die Wirtschaft ist bestimmt von Anstellungen bei der China National Petroleum Corporation (中国石油天然气集团公司 pinyin: Zhōngguó Shíyóu Tiānránqì Jítuán Gōngsī), welche im Gebiet des Bagtyýarlyk-Erdgasfeldes eine Förderung von Erdgas betreibt. Im District Hojambaz wird Baumwolle angebaut, welche im Ort gesponnen wird.